# NUTS da Chéquia
Nos códigos NUTS (Nomenclaturas de unidades territoriais para fins estatísticos) da Chéquia (CZ), os três níveis são: 
| Nível  | Subdivisões       | #  |
| ------ | ----------------- | -- |
| NUTS 1 | —                 | 1  |
| NUTS 2 | Oblasts (Oblasti) | 8  |
| NUTS 3 | Regiões (Kraje)   | 14 |

## Código NUTS
| NUTS 1  | Código | NUTS 2                           | Código | NUTS 3                  | Código |
| ------- | ------ | -------------------------------- | ------ | ----------------------- | ------ |
| Chéquia | CZ0    | Praga (Praha)                    | CZ01   | Praga                   | CZ010  |
| Chéquia | CZ0    | Střední Čechy (Central Bohemia)  | CZ02   | Região Boêmia Central   | CZ020  |
| Chéquia | CZ0    | Jihozápad (sudoeste)             | CZ03   | Região Sul da Boêmia    | CZ031  |
| Chéquia | CZ0    | Jihozápad (sudoeste)             | CZ03   | Plzeň (região)          | CZ032  |
| Chéquia | CZ0    | Severozápad (Noroeste)           | CZ04   | Karlovy Vary (região)   | CZ041  |
| Chéquia | CZ0    | Severozápad (Noroeste)           | CZ04   | Ústí nad Labem (região) | CZ042  |
| Chéquia | CZ0    | Severovýchod (Nordeste)          | CZ05   | Liberec (região)        | CZ051  |
| Chéquia | CZ0    | Severovýchod (Nordeste)          | CZ05   | Hradec Králové (região) | CZ052  |
| Chéquia | CZ0    | Severovýchod (Nordeste)          | CZ05   | Pardubice (região)      | CZ053  |
| Chéquia | CZ0    | Jihovýchod (Sudeste)             | CZ06   | Vysočina (região)       | CZ063  |
| Chéquia | CZ0    | Jihovýchod (Sudeste)             | CZ06   | Morávia do Sul          | CZ064  |
| Chéquia | CZ0    | Střední Morava (Morávia Central) | CZ07   | Olomouc (região)        | CZ071  |
| Chéquia | CZ0    | Střední Morava (Morávia Central) | CZ07   | Zlín (região)           | CZ072  |
| Chéquia | CZ0    | Moravskoslezsko                  | CZ08   | Região Morávia-Silésia  | CZ080  |

NUTS 2 regióes da República Checa

NUTS 3 regiões da República Checa

Na versão de 2003, a região de Vysočina foi codificada CZ061, ea Morávia do Sul foi codificada CZ062.

## Unidades administrativas locais
Abaixo dos níveis NUTS, os dois níveis LAU (Unidades Administrativas Locais) são:
| Nível | Subdivisões            | #    |
| ----- | ---------------------- | ---- |
| LAU 1 | Distritos (Okresy)     | 77   |
| LAU 2 | Municipalidades (Obce) | 6249 |